# Pablo Serrano Aguilar
Pablo Serrano Aguilar (Crivillén, Teruel, 10 maart 1908 – Madrid, 26 november 1985) was een Spaanse beeldhouwer.

## Leven en werk
Serrano werd geboren in de regio Aragón. Hij volgde zijn eerste opleiding in de hoofdstad Zaragoza en verhuisde vervolgens naar Barcelona, waar hij kunst studeerde aan de Salesianos de Sarriá. In 1930 vertrok hij naar Zuid-Amerika, waar hij eerst een aanstelling kreeg als docent aan de Escuela de Arte in Montevideo, Uruguay tot 1933. Hij leefde in Montivideo en in Rosario de Santa Fé, Argentinië.
In de jaren 1944, 1951 en 1954 kreeg hij de gouden medaille van de Salón Nacional de Bellas Artes de Montevideo voor zijn sculpturen. In het jaar daarna verwierf hij de Gran Premio en la Bienal de Montevideo de 1955.
Hij keerde in 1955 terug naar Spanje, waar hij op de Bienal Hispano-Americana de Barcelona de beeldhouwprijs kreeg.
Vanaf dit moment vond Serrano aansluiting bij de avant-garde van de Spaanse kunst en hij behoorde in 1957 tot de oprichters van de kunstenaarsgroep El Paso in Madrid, met onder anderen Antonio Saura, Rafael Canogar, Luis Feito en Martín Chirino.
Serrano creëerde talloze sculpturen, waarbij zijn stijl veranderde van figuratief naar abstract. Hij stelde zijn werken tentoon in geheel Europa en de Verenigde Staten. In 1962 vertegenwoordigde Serrano Spanje met 23 werken onder de titel Bóveda para el hombre in het Spaanse Paviljoen van de Biënnale van Venetië. Werken van Serrano bevinden zich onder andere in het Museum of Modern Art en het Guggenheim Museum, New York, de Hermitage (Sint-Petersburg), het Musée d'Art Moderne de la Ville de Paris, het Museu Calouste Gulbenkian, Lissabon, het beeldenpark Fundación Bartolomé March, Palma de Mallorca, het beeldenpark van het Parque Municipal García Sanabria, Santa Cruz de Tenerife, het Skulpturenpark Sammlung Domnick, Nürtingen en het Openluchtmuseum voor beeldhouwkunst Middelheim, Antwerpen.
In 1985 vond in het Guggenheim Museum in New York de expositie Divertimentos con Picasso, La Guitarra y el Cubismo plaats. De gitaar speelde ook een belangrijke rol in het kubistische werk Homenaje a Joaquín Rodrigo in de stad Elche opgedragen aan de componist van het Concierto de Aranjuez, een concerto voor gitaar en orkest.
De kunstenaar overleed op 26 november 1985 in Madrid.

## Museo Pablo Serrano
Op 27 mei 1994 werd in Zaragoza een museum geopend, dat geheel is gewijd aan Serrano: het Museo Pablo Serrano.
De kern van de museumcollectie is een overzicht van het oeuvre van Pablo Serrano vanaf de vijftiger jaren.
Het museum toont tevens een belangrijk deel van het werk van de echtgenote van Serrano, de schilderes Juana Francé.

## Fotogalerij

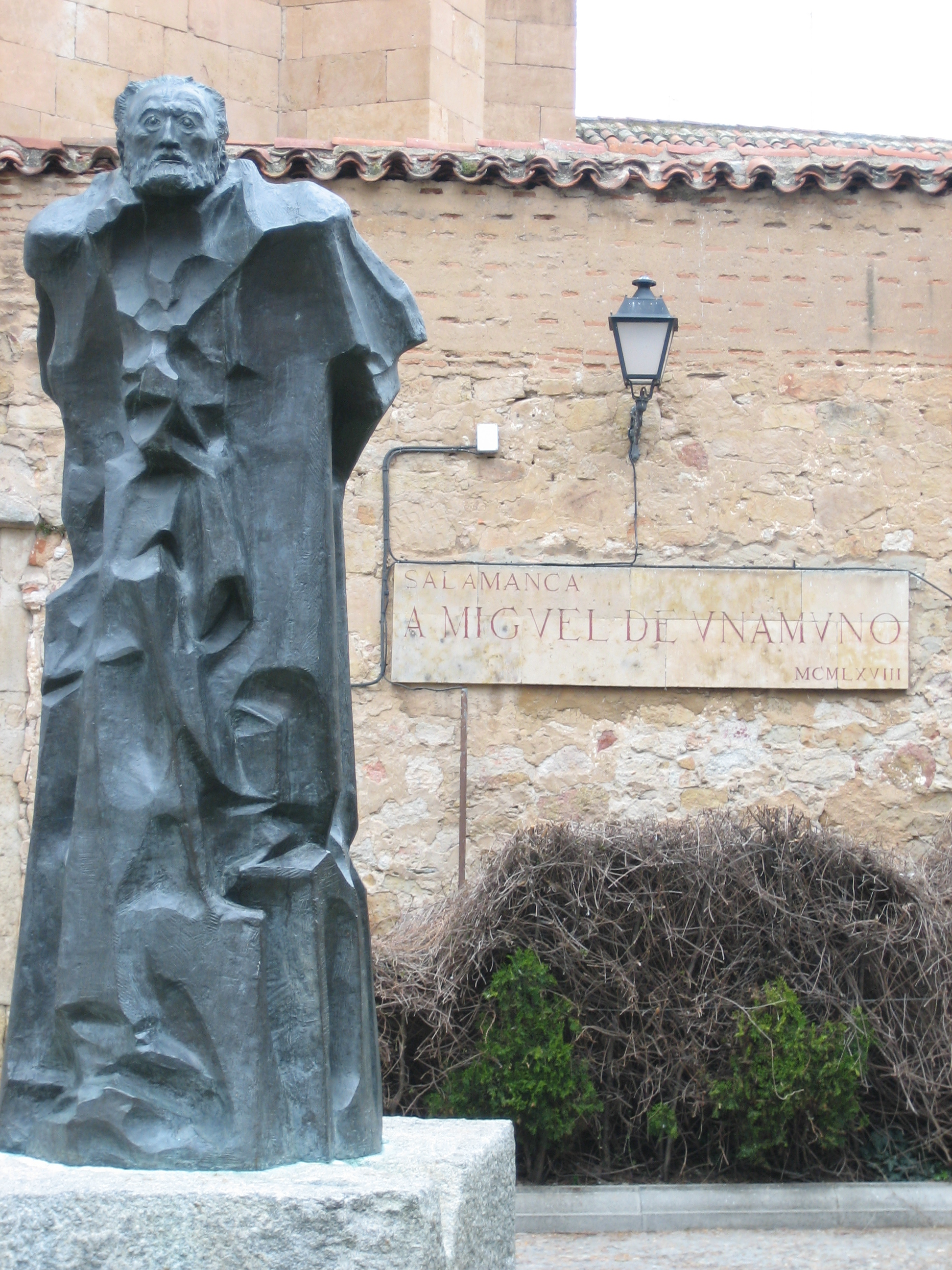
A Miguel de Unamuno 1968 in Salamanca
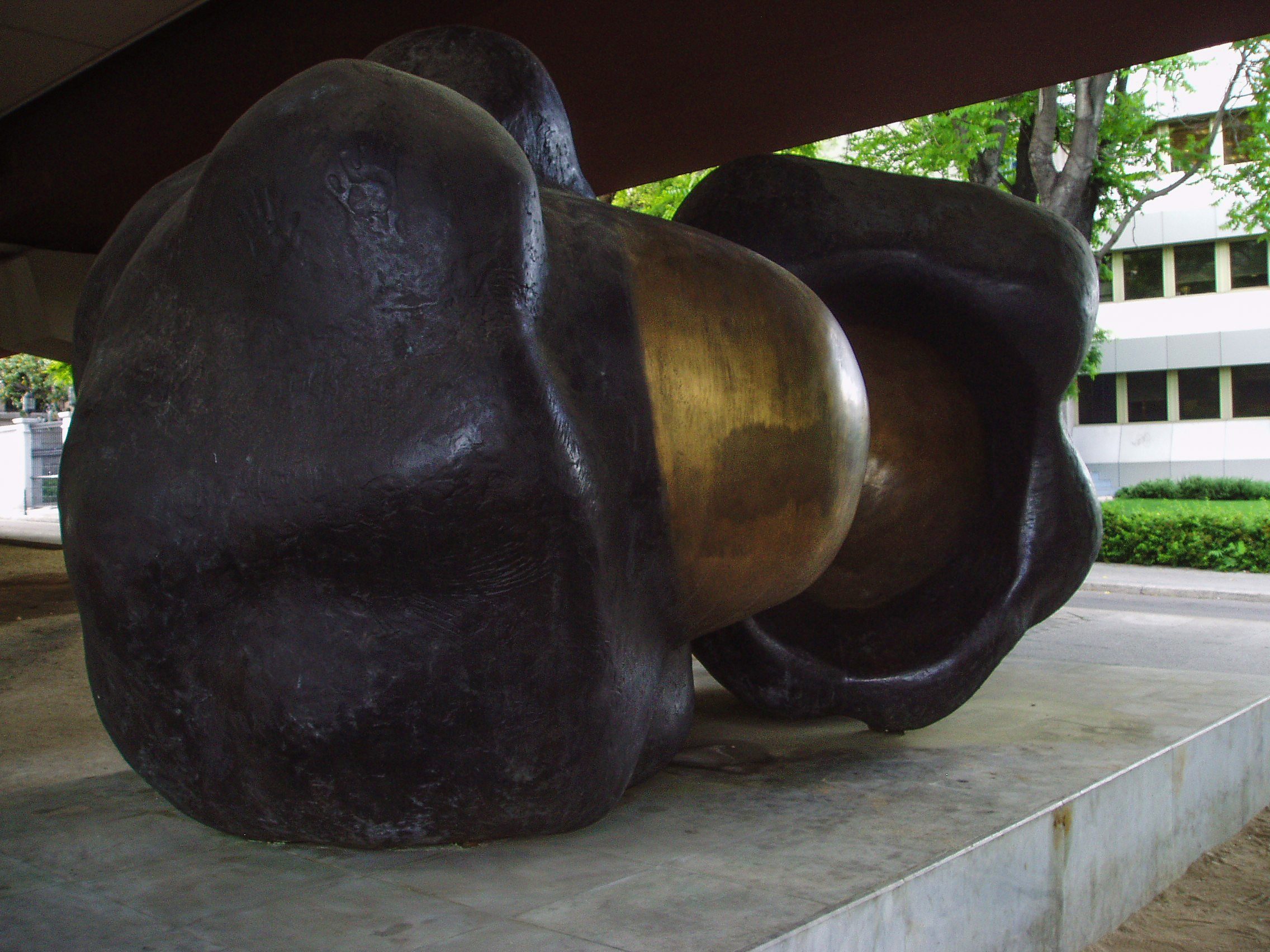
Unidades Yunta 1972,Museo de Escultura al Aire Libre (Madrid)